# Вибухи в Україні під час російської збройної агресії (з 2014)
Вибухи в Україні під час російсько-української війни — терористичні і диверсійні акти, які відбувалися під час збройної агресії Росії щодо України на підконтрольній українській владі території України. Є частиною російської диверсійної діяльності в Україні.
Вибухи мали на меті залякування населення, перешкоджання діяльності волонтерського руху в Україні та виведення з ладу обладнання і боєприпасів Збройних сил України.

## 2014

### Полтавська область
17 червня 2014 року близько 14 години 20 хвилин до чергової частини Лохвицького райвідділу міліції надійшло повідомлення про вибух на газопроводі «Уренгой-Помари-Ужгород». Вибух стався близько 1 км від села Ісківці Лохвицького району. По цьому газопроводу через Україну проходило близько 80% російського газу, призначеного для Європи.

### Одеса та Одеська область[ru]
25 квітня 2014 з автомобіля, що рухався, на блок-пост проукраїнських активістів на Овідіопольській дорозі кинули гранату, 7 людей отримали осколкові поранення.
13 липня пролунали вибухи у будинках «Приватбанку» на Краснослобідській, 88 та Сергія Ядова, 16. У першій будівлі приміщення площею близько 50 кв. метрів згоріло повністю, обрушилася стеля із гіпсокартону, металопластикові вхідні двері відкинуло на кілька метрів. Вибуховою хвилею вибило і двері відділення на Ядова.
25 вересня у селі Міжлиманське хтось здійснив постріл із гранатомета в БТР, що стоїть біля блок-поста, колесо БТР пробите, загиблих та поранених не було.
В ніч на 3 грудня 2014 прогримів вибух на вулиці Малій Арнаутській у крамниці української символіки «Патріот». Внаслідок вибуху зруйнована зовнішня стіна і вибиті вікна магазину. У момент вибуху в приміщенні перебувала господар крамниці. Постраждалих немає.
10 грудня від потужного вибуху на розі Адміральського проспекту та вулиці Краснова постраждав офіс «Волонтерської сотні Далії Северин» — організації, яка опікується постачанням продуктів харчування, ліків та одягу для українських військових на Донбасі.
23 грудня на вулиці Жуковського біля будинку 36 був підірваний автомобіль, припаркований біля штабу однієї з організацій активістів Євромайдану — «Ради громадської безпеки».
27 грудня в Одесі на вулиці Сегедській будинку 9 пролунав вибух ручної поклажі в руках невідомого чоловіка, який загинув на місці, вибуховою хвилею його відкинуло на проїжджу частину, було пошкоджено балкони та вікна довколишніх будинків. Пізніше з'ясувалося, що загиблий був двірником, який виявив СВП на місці закладення і підібрав пристрій.

### Харків та Харківська область
Близько 2-ї години ночі 29 травня 2014 року на залізничному мосту поблизу станції Зелений Колодязь (недалеко від с. Зелений Колодязь Чугуївського району) на перегоні Мохнач — Зелений Колодязь у Харківській області стався підрив рейкового полотна, яке було виявлено машиністом потягу «Адлер — Київ». Також у результаті вибуху ударною хвилею повибивало шибки у будинках поблизу залізниці. Подію кваліфіковано як терористичний акт. Рух потягів на пошкодженій дільниці відновлено близько 9-ї години ранку.
9 листопада 2014 о 21:45 стався вибух на вулиці Римарській у приміщенні кафе «Рокс Паб Стіна», в результаті якого постраждало 11 людей.
- За даними СБУ, у Харкові та області теракти здійснюють члени терористичного угруповання «Харківські партизани», що складається з низки окремих розвідувально-диверсійних груп без горизонтальних зв'язків. Деякі з них «законсервовані», інші проходять підготовку. Ядро угрупування складають особи у віці 30-45 років різних соціальних прошарків (підприємці, колишні міліціонери, таксисти). Станом на листопад 2014 року, СБУ встановила близько 70 терористів. Для диверсійної роботи їх вербували як члени терористичної організації, так і спецслужби РФ, які інструктують, навчають, фінансують та озброюють бойовиків. «Партизанами» було здійснено 20 успішних диверсій. 9 силовикам вдалось запобігти, зокрема на заводі імені Малишева. Правоохоронці затримали 14 підозрюваних, які скоїли теракт у харківському пабі «Стіна».[14]

### Донецька область
23 грудня 2014 о 01.40 під Маріуполем було підірвано залізничний міст через річку Кальчик на 1260 км залізничного перегону, що неподалік селища Мухіне. У результаті вибуху пошкоджено опору мосту. Рух потягів у район залізничного вокзалу і морського торгового порту тимчасово припинено. Підрив мосту попередньо кваліфікували як терористичний акт.

## 2015

### Одеса та Одеська область
3 січня стався підрив цистерни з газойлем на станції «Одеса-Пересип», внаслідок чого стався витік вантажу.
4 січня 2015 стався вибух в будинку 3 на вулиці Гімназичній, де розташований «Координаційний центр допомоги бійцям АТО» на Донбасі. В офісі організації зруйновані двері та вікна, жертв та постраждалих немає.
В ніч на 5 березня пролунав вибух на вулиці Коблевській у підвальному приміщенні, де знаходився офіс «Правого сектора». На момент вибуху в офісі перебували люди, постраждалих немає.
12 березня близько 0:40 стався вибух у бізнес-центрі «Адміральський» на Адміральському проспекті. Підірваний орендований офіс осередку партії «Самопоміч». Вибуховою хвилею пошкоджене приміщення офісу та вікна сусідніх приміщень. Жертв та потерпілих немає.
22 березня близько 23:30 стався вибух на вулиці Гераневій у Київському районі міста. В підірваному приміщенні розміщувався офіс громадської організації «Парадигма 12», керівник якої Алевтина Коротка збирала допомогу для бійців в АТО. На першому і другому поверсі будівлі повилітали вікна і кілька дверей. Постраждалих немає.
12 червня стались 2 вибухи, якими було пошкоджено білборди з патріотичною рекламою. Перший вибух відбувся о 2:12 на розі Великої Арнаутської й Старопортофранківської. В результаті пошкоджено білборд «Крим — це Україна», а також пластиковий навіс розташованого за ним газетного кіоску. О 2:18 другий вибух, яким було пошкоджено рекламний щит на розі Адміральського проспекту та вулиці Краснова з закликом повідомляти в СБУ про прояви «побутового сепаратизму».
2 липня близько 2:30 стався потужний вибух біля кафе «У Ангелових» по вулиці Жуковського, 38. Вибух розніс вхідні двері і вивіску закладу, а також пошкодив основний зал. Жертв і постраждалих немає. Власники кафе відзначались активною проукраїнською позицією.
3 серпня близько 3.20 пролунав вибух біля входу у будівлю колишнього військкомату по вулиці Канатній, 35, де наразі розміщений штаб місцевої самооборони — працював саморобний вибуховий пристрій потужністю 200 грамів у тротиловому еквіваленті. Внаслідок вибуху було вибито вікно вартового приміщення і частково пошкоджені ворота, що виходять на Канатну.
27 вересня о 4.45 пролунав потужний вибух біля дверей пожежного виходу одеського управління СБУ. У радіусі декількох кварталів від місця вибуху вибуховою хвилею у будівлях вибило вікна. Потужність вибуху оцінено у 8-10 кг у тротиловому еквіваленті. Постраждалих немає. В середині жовтня підривники були затримані, серед них виявився викладач Одеського медуніверситету. Зв'язки затриманих вказують на наявність у злочині «російського сліду».
7 жовтня у Білгород-Дністровському стався вибух біля військкомату. Спрацював безоболонковий вибуховий пристрій потужністю 200 грамів у тротиловому еквіваленті. Жертв немає.

### Запорізька область
20 січня 2015 року на перегоні Розівка—Комиш-Зоря поблизу села Кузнецівка Запорізької області підірвали залізничний міст. Щонайменше 10 з 30 вагонів товарного потягу зійшли з рейок.

### Луганська область
21 січня 2015 року на Луганщині було підірвано міст через Сіверський Донець в Станиці Луганський. За словами Геннадія Москаля, це була єдина транспортна переправа, через яку здійснювався автомобільний рух з контрольованої Україною Станиці в окупований бойовиками Луганськ. Як наслідок, закрився один з семи пунктів пропуску для в'їзду чи виїзду громадян з зони АТО: Широке—Станиця Луганська. За словами Геннадія Москаля, міст знаходився під контролем бойовиків, котрі заклали вибухівку й підірвали його. Посередині мосту утворилася вирва, і, хоча обвалу не сталося, проїзд для автобусів та вантажівок неможливий.

### Харків та Харківська область
22 лютого 2015 на мирному мітингу вдень у неділю стався вибух. На місці загинули дві людини (активіст Євромайдану Ігор Толмачов та підполковник міліції Вадим Рибальченко), наступного дня помер у лікарні швидкої та невідкладної допомоги 15-річний підліток Данило Дідік, постраждалий під час вибуху, ще через день помер 18-річний студент Харківської Академії міського господарства Микола Мельничук.
6 жовтня 2015-го на залізничній станції «Куп'янськ-Вузловий» вибухнула цистерна, вибух правоохоронцями кваліфікований як замах на диверсію — магнітна міна СПМ.

### Миколаїв
22 серпня 2015 близько 2:40 стався вибух в офісі волонтерів, розташованому в будівлі Молодіжного центру за адресою Мала Морська, 1, навпроти 2-ї гімназії. Було підірвано вікно, що виходить на вулицю Адміральську. Постраждалих немає.

### Херсон
30 вересня 2015 стався вибух біля будівлі представництва президента України в АР Крим. Вибухівка була підкладена під двері офіса. В результаті вибуху ніхто не постраждав.

## 2016

### Київ
20 липня 2016 року о 7:45 ранку було підірвано автомобіль з журналістом Павлом Шереметом на розі вулиць Богдана Хмельницького та Івана Франка, навпроти ресторану McDonald's.

## 2017

### Донецька область
О 8:30 ранку 31 березня 2017 року в Маріуполі було підірвано керованою міною автомобіль з полковником СБУ Олександром Хараберюшем, заступнком начальника відділу контррозвідки ГУ СБУ в Донецькій області.
Близько 19:00 27 червня 2017 року по вул. Садовій у с. Іллінівка Костянтинівського району невстановленою особою приведено у дію вибуховий пристрій, в результаті детонації якого знищено автомобіль марки Опель Вектра, в якому перебували військовослужбовці Служби безпеки України, а також місцевий житель. В результаті вибуху загинув співробітник Департаменту контррозвідки полковник Юрій Возний, двоє співробітників СБУ і цивільна особа зазнали тілесних ушкоджень різного ступеню тяжкості. Наведені обставини кваліфіковано як терористичний акт, що призвів до загибелі людини та заподіяння інших тяжких наслідків за ознаками кримінального правопорушення, передбаченого ч. 3 ст. 258 КК України.

### Київ
27 червня 2017 року в Києві на перетині вулиць Солом'янської та Олексіївської було підірвано автомобіль із полковником ГУР МО Максимом Шаповалом, командиром 10 ОЗСпП.
24 серпня, на День Незалежності України, близько 16:00 на вулиці Грушевського невідомі особи кинули вибуховий пристрій, який розірвався на газоні. Внаслідок вибуху отримали поранення троє людей. Постраждалими виявились дружина та теща Героя України командира роти 79 ОДШБр Валерія Чибінєєва та його товариш, демобілізований офіцер тієї ж бригади. За словами Чибінєєва, осколки — алюмінієві. На його думку, його близькі стали жертвами випадково. Відкрите кримінальне провадження за ч. 2 ст. 15, ст. 115 (Замах на умисне вбивство, вчинене способом, небезпечним для життя багатьох осіб) Кримінального кодексу України.
- 2 жовтня 2017 міністр МВС Аваков повідомив про затримання членів організованого злочинного угруповання «Торпеди», що входять до групи впливу колишніх народних депутатів Партії Регіонів Володимира Олійника та Сергія Тулуба (переховуються в РФ). За словами міністра, є докази, що підтверджують причетність затриманих до низки злочинів, зокрема і до вибуху на Грушевського 24 серпня[47].

24 серпня близько 22:00 біля пам'ятника воїнам АТО на перетини проспекту Леся Курбаса та вул. Корольова стався вибух. В результаті події ніхто не постраждав. За цим фактом відкрите кримінальне провадження за ч. 1 ст. 296 (Хуліганство) Кримінального кодексу України.
8 вересня 2017 року близько 19:10 у Києві в районі Бессарабської площі по вул. Великій Васильківській, 5 внаслідок підриву автомобіля загинув боєць добровольчого батальйону Тимур Махаурі. Ще одна жінка отримала поранення.
25 жовтня близько 22:05 стався вибух біля легкового автомобіля на вулиці Адама Міцкевича у Солом'янському районі, при виході із приміщення телеканалу "Еспресо TV". Вибухівку було закладено у мопед, що був припаркований поруч з машиною о 21:50, і приведено в дію дистанційно. В результаті вибуху постраждали 5 осіб: поранено народного депутата Ігора Мосійчука (РПЛ), політолога, директора київського Агентства моделювання ситуацій Віталія Балу, охоронця нардепа 30-річного Руслана Кушніра та двох перехожих — 36-річного Михайла Мормиля та 56-річну Надію Тарасенко. Кушнір помер дорогою до лікарні, Мормиль помер у лікарні. Мосійчука, Балу та Надію Тарасенко прооперували (жінка у тяжкому стані не приходила до тями). Слідчими Головного управління СБУ у Києві та області відкрите кримінальне провадження за ст. 258-3 КК України (створення терористичної групи чи терористичної організації).

### Одеса та Одеська область
В ніч на 6 травня пролунав вибух на вул. Канатній, 35 біля будинку волонтерських організацій і штабу місцевої самооборони. Ймовірною причиною вибуху став підрив гранати РГД-5. Вибух за цією адресою став другим з 2015 року.
В ранковий час 24 липня був підірваний легковий автомобіль ВАЗ 2101 на вул. Жуковського, 32 (перехрестя з Олександрівським проспектом). Джерелом вибуху став безоболонковий вибуховий пристрій потужністю близько 600 грам у тротиловому еквіваленті. В результаті вибуху загиблих і постраждалих не було. На початку жовтня 2017 року, завдяки злагодженим діям правоохоронців, правопорушники були затримані під час переходу КПП Мар'їнка на сторону тимчасово неконтрольованої території України. 11 січня 2018 року, прокуратура Одеської області направила до суду обвинувальний акт стосовно підозрюваного у тероризмі 24-річного громадянина, який спільно з іншою особою прибув в м. Одесу з м. Донецька.

### Харків та Харківська область
23 березня 2017 року, о 2:46 ночі на військових складах боєприпасів 65-ї бази зберігання у Балаклії під Харковом сталася серія вибухів і зайнялася пожежа. Військовий прокурор України Анатолій Матіос кваліфікував подію як диверсію.

### Вінницька область
26 вересня 2017 року виникло займання на стратегічних складах боєприпасів 48 арсеналу ЗСУ під Калинівкою. Внаслідок пожежі вибухнуло 32—40 тис. тонн снарядів.

## 2020

### Житомирська область
31 серпня 2020 року, згідно повідомлення пресцентру СБУ, слідчі Управління СБ України у Житомирській області розпочали кримінальне провадження за фактом підриву залізничної колії, якою рухався вантажний потяг сполученням «Барбари – Коростень». На перегоні «Сокорики-Бехи» під час руху потягу, який транспортував з Білорусі 64 вагони з бензином і дизельним пальним, стався вибух, внаслідок якого деформовано рейки та пошкоджено залізничні шпали. Жертв немає. На місці події працює спільна слідчо-оперативна група Управлінь СБ України та Національної поліції в Житомирській області, а також співробітники вибухо-технічної служби. Обставини вчинення злочину розслідуються слідчими органів безпеки за ч. 1 ст. 258 (терористичний акт) Кримінального кодексу України.